# Alajärvi (sjö i Kuhmo, Kajanaland, 63,97 N, 30,1 Ö)
Alajärvi är en sjö i kommunen Kuhmo i landskapet Kajanaland i Finland. Den är 4,8 meter djup. Arean är 36 hektar och strandlinjen är 3,03 kilometer lång. Sjön  ingår i Uleälvens huvudavrinningsområde.   Den ligger omkring 120 kilometer öster om Kajana och omkring 500 kilometer nordöst om Helsingfors. 
Alajärvi ligger nordöst om Kälkänen. 